# Distrito electoral federal 19 de Jalisco
El Distrito electoral federal 19 de Jalisco es uno de los 300 distritos electorales en los que se encuentra dividido el territorio de México para la elección de diputados federales y uno de los 20 en los que se divide el estado de Jalisco. Su cabecera es Ciudad Guzmán.
El distrito 19 de Jalisco se encuentra en el sureste del territorio estatal, limitando con los estados de Colima y Michoacán. Desde el proceso de distritación de 2017 lo conforman 18 municipios, que son: Amacueca, Atoyac, Zapotlán el Grande, San Gabriel, Gómez Farías, Jilotlán de los Dolores, Santa María del Oro, Pihuamo, Quitupan, Sayula, Tamazula de Gordiano, Tapalpa, Tecalitlán, Techaluta de Montenegro, Tonila, Tuxpan, Valle de Juárez y Zapotiltic.

## Diputados por el distrito
- LI Legislatura
  - (1979 - 1982): Carlos Martínez Rodríguez
- LII Legislatura
  - (1982 - 1988): Óscar Chacón Íñiguez
- LIV Legislatura
  - (1988 - 1991): Óscar Chacón Íñiguez
- LV Legislatura
  - (1991 - 1994): Jesús Núñez Regalado
- LVI Legislatura
  - (1994 - 1997): Enrique Romero Montaño
- LVII Legislatura
  - (1997 - 2000): Francisco Javier Santillán Oceguera
- LVIII Legislatura
  - (2000 - 2003): Francisco Javier Flores Chávez
- LIX Legislatura
  - (2003 - 2006): Lázaro Arias Martínez
- LX Legislatura
  - (2006 - 2009): Salvador Barajas del Toro
- LXI Legislatura
  - (2009 - 2012): Alberto Esquer Gutiérrez
- LXII Legislatura
  - (2012 - 2015): Salvador Barajas del Toro
- LXIII Legislatura
  - (2015 - 2018): José Luis Orozco Sánchez Aldana
- LXIV Legislatura
  - (2018): Alberto Esquer Gutiérrez 
  - (2018 - 2021): Higinio Del Toro Pérez